# Carlton (Minnesota)
Carlton é uma cidade localizada no estado americano de Minnesota, no Condado de Carlton.

## Demografia
Segundo o censo americano de 2000, a sua população era de 810 habitantes.
Em 2006, foi estimada uma população de 784, um decréscimo de 26 (-3.2%).

## Geografia
De acordo com o United States Census Bureau tem uma área de 5,8 km², dos quais 5,3 km² cobertos por terra e 0,5 km² cobertos por água.

## Localidades na vizinhança
O diagrama seguinte representa as localidades num raio de 20 km ao redor de Carlton.